# Сем Нујома
Сем Нујома (енгл. Sam Nujoma; Онганџева, 12. мај 1929 — Виндхук, 8. фебруар 2025) био је први председник Намибије, од 1990. до 2005. године.

## Биографија
Рођен је на северу земље, у месту Онганџева, у Овамболанду, од оца Данијела Утонија Нујоме (1893–1968) и мајке Хелви Мпингана Кондомболо (1898–2008). Године 1960, основао је СВАПО, организацију која се борила за независност Намибије од Јужне Африке. Под апартхејдом, само су белци могли да учествују у власти и уопште у јавном животу, док су изворни Намибијци сматрани подређенима и било им је забрањено учешће у власти. Године 1966, Нујома је одобрио оружану борбу, која је трајала наредне 24 године.
Након ослобођења од Јужне Африке, 21. марта 1990, присегао је као председник Намибије, а присегу му је изрекао Хавијер Перез де Куељар, тадашњи главни секретар УН-а.
Године 1992, Норвешка је обуставила пружање помоћи против суше, када се сазнало да су тим новцем купљена два луксузна хеликоптера и један председнички авион.
Сем Нујома је подупирао политику коју у суседном Зимбабвеу проводи Роберт Мугабе. На власти је провео три мандата, иако је законом допуштено само два. Године 2007, напустио је функцију председника СВАПО-а, а наследио га је Хификепуње Похамба.
Године 2009, стекао је докторат из геологије на Универзитету Намибије.